# Alfred Kober
Alfred Johann Samuel Kober-Staehelin (* 26. Februar 1885 in Basel; † 3. April 1963 ebenda),  Pseudonym Salander, war ein Schweizer Verleger und Journalist.

## Leben und Wirken

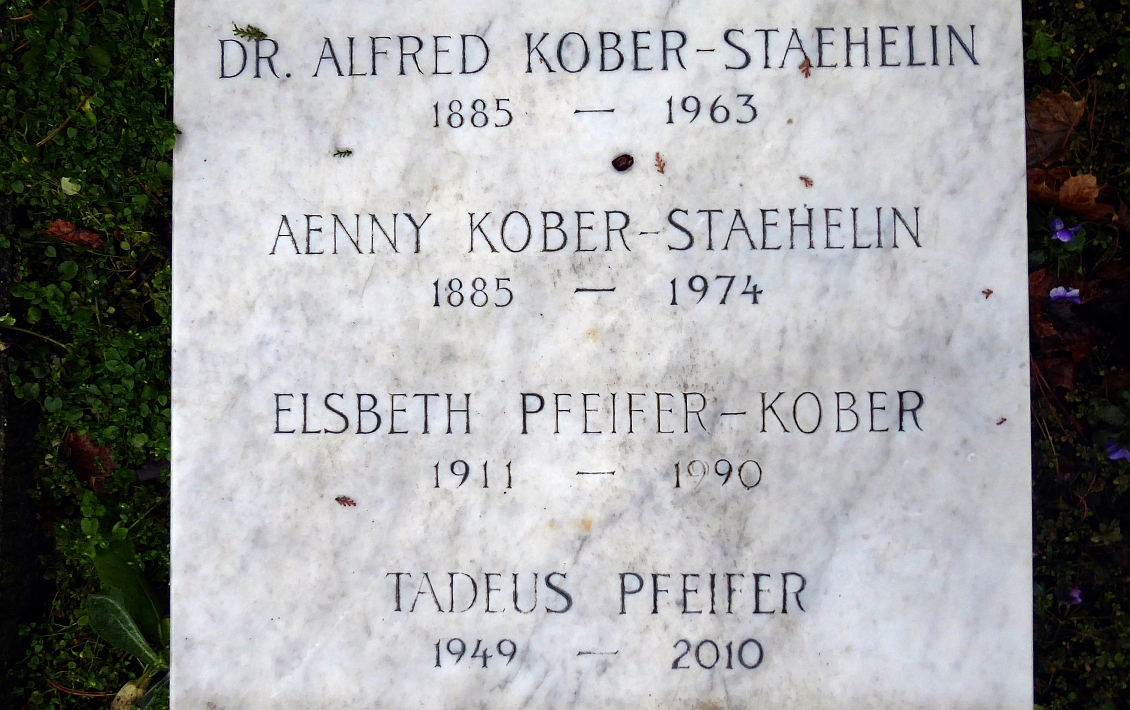
Grab auf dem Friedhof Wolfgottesacker, Basel

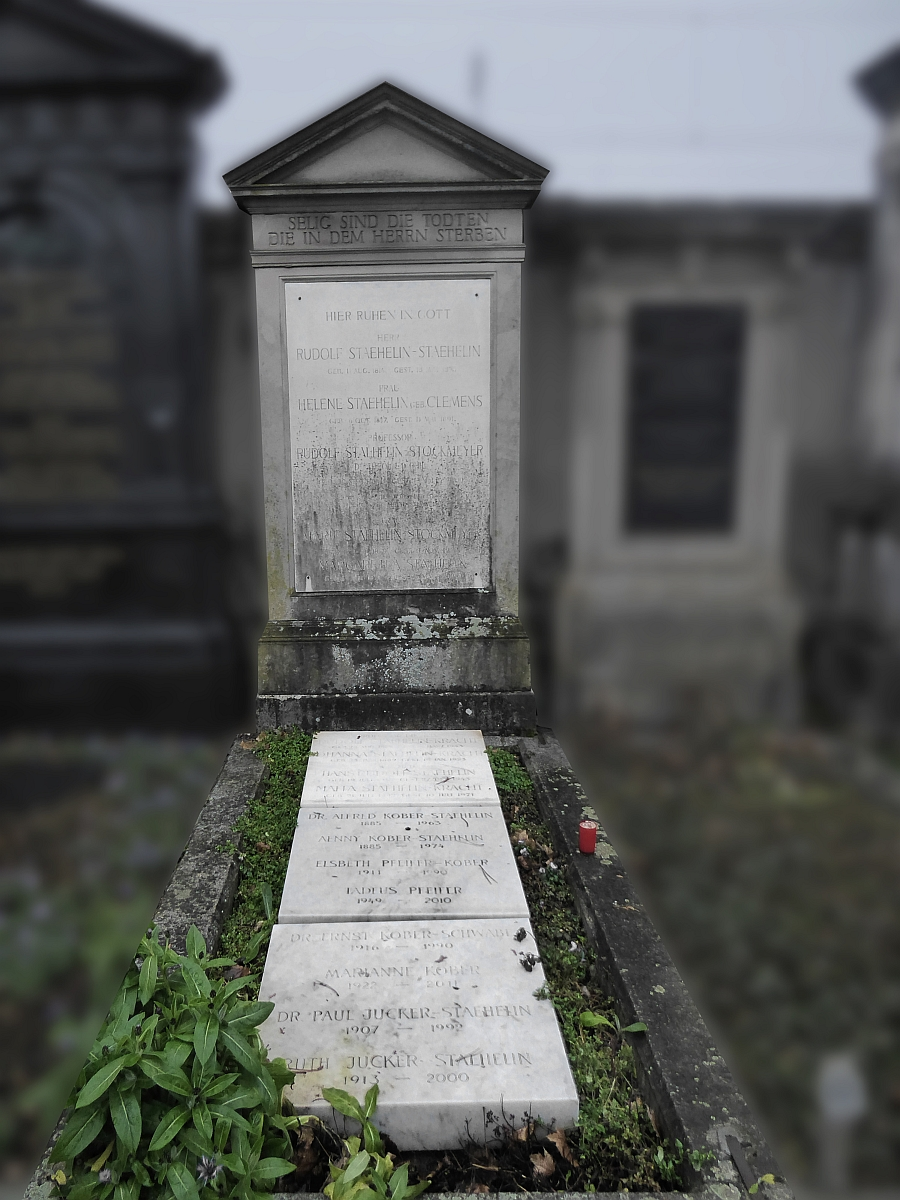
Familiengrab auf dem Friedhof Wolfgottesacker, Basel

Alfred Kober wurde 1885 als Sohn des Verlagsbuchhändlers Paul Kober und der Maria Gobat geboren. Sein Grossvater war der evangelische Bischof von Jerusalem, Samuel Gobat. Kobers Vater, der 1897 die von seinem Grossonkel gegründete Kober’sche Verlagsbuchhandlung in Basel übernommen hatte, starb bereits ein Jahr später, 1898, als der Sohn erst dreizehn Jahre alt war, auf einer Palästinareise. Nach dem Schulbesuch studierte Kober Rechtswissenschaften, 1908 promovierte er zum Dr. jur.
1908 heiratete Kober Anna Staehelin, eine Tochter des Theologen und Kirchenhistorikers Rudolf Stähelin-Stockmeyer. Im gleichen Jahr übernahm Kober die seit dem Tod des Vaters von seiner Mutter geführte Kober’sche Verlagsbuchhandlung in Basel. Mittelpunkt der Tätigkeit dieses Verlages war die Herausgabe der Werke des Philosophen Joseph Anton Schneiderfranken, Bô Yin Râ, der Kober auch persönlich stark prägte.
In den 1930er Jahren wandte Kober sich dem Journalismus zu. In den Jahren 1933 bis 1945 veröffentlichte Kober als überzeugter Gegner des deutschen Nationalsozialismus und des italienischen Faschismus wöchentlich drei bis fünf aussenpolitische Artikel und Glossen in der National-Zeitung, in denen er Stellung gegen diese Systeme und ihre Politik bezog. Dem Historischen Lexikon der Schweiz zufolge gehörte Kober mit seinen so genannten Ko-Leitartikeln während des Zweiten Weltkriegs zu den «prägenden Kritikern des Nationalsozialismus» in der europäischen Zeitungslandschaft. 1952 wurde er für seine Verdienste auf diesem Gebiet mit dem britischen Orden der «King’s Medal for Service in the Cause of Freedom» ausgezeichnet.
Daneben engagierte Kober sich vor allem im Bereich der Unterstützung von politischen Emigranten aus Deutschland. So unterhielt er beispielsweise Kontakte zu Thomas und Klaus Mann sowie zu dem geflohenen SD-Agenten Heinrich Pfeifer, der nach dem Krieg Kobers Tochter Elsbeth heiratete.
Nach dem Krieg gründete Kober die katholisch-soziale Wochenzeitung Der Weg. Für die National-Zeitung war er noch bis 1960 journalistisch tätig. Politisch wandte er sich gegen die Eskalation des Kalten Krieges. Ausserdem wandte er sich gegen die nachlässige Verfolgung und die Rückkehr ehemaliger Nationalsozialisten in führende politische, wirtschaftliche und gesellschaftliche Positionen in der jungen Bundesrepublik: Am 12. Dezember 1958 monierte Kober etwa in einer Glosse: 

«Es scheint, dass in der westdeutschen Bundesrepublik die unbelehrbaren Mitkämpfer und Nutzniesser des Hitlerschen Verbrecherregimes die Zeit wieder für reif halten, aus ihren Schlupflöchern zu kommen.»

Kobers Nachlass lagert heute im Schweizerischen Bundesarchiv (BAR).

## Schriften
- Paul Kober-Gobat (1842–1898). In: Der Evangelische Buchhandel: Bausteine zu seiner Geschichte. Wallmann, Leipzig 1921.
- Meine Stellung zu Bô Yin Râ. Kober, Basel/Leipzig 1930. (Flugschriften der Kober’schen Verlagsbuchhandlung. Nr. 5).
- Weshalb Bô Yin Râ? Kober, Basel/Leipzig 1931. (Flugschriften der Kober’schen Verlagsbuchhandlung. Nr. 6).